# Synagoge (Altenbamberg)

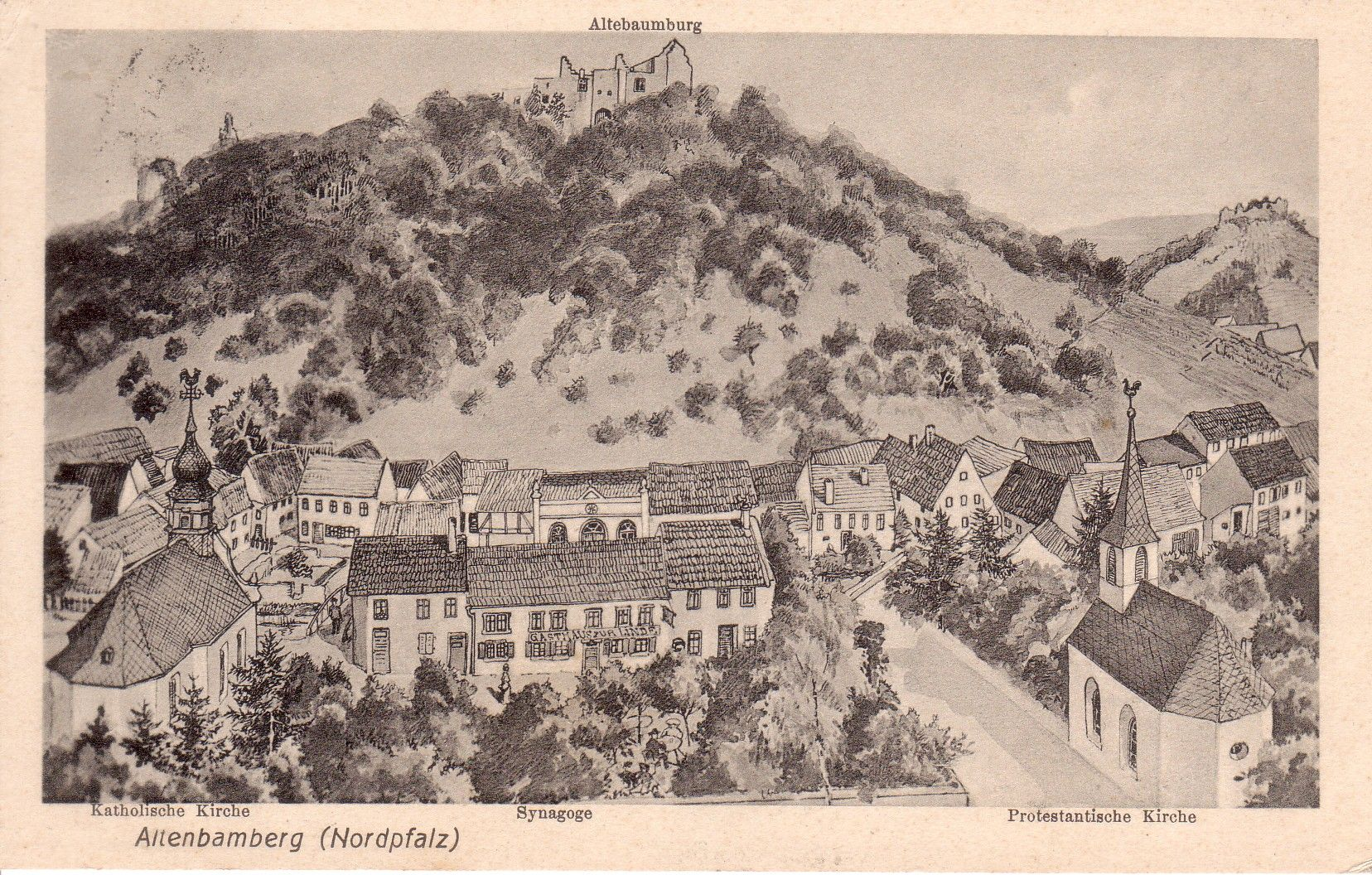
Postkarte von Altenbamberg mit Synagoge (mit Rundbogenfenstern)

Die Synagoge in Altenbamberg, einer Ortsgemeinde im Landkreis Bad Kreuznach in Rheinland-Pfalz, wurde 1892 errichtet und beim Novemberpogrom 1938 zerstört. Heute steht an ihrer Stelle ein Wohnhaus.
Der Standort der Synagoge war die heutige Burgstraße Nr. 6, die alte Adresse lautete im Jahr 1932 Hintergasse 73. Der traufständige Putzbau mit Satteldach fügte sich in die geschlossene Bebauung der Straße ein. An der Straßenseite wurde er durch ein rundbogiges Portal und drei Rundbogenfenster gegliedert. Ecklisenen mit kleinen Aufsätzen, die von Vasen bekrönt waren, rahmten die Fassade.